# Foreigner
Foreigner je britansko američki hard rock sastav, kojeg su 1976. godine osnovali glazbenici Mick Jones i biviš član King Crimsona, Ian McDonald zajedno s tada nepoznatim pjevačem Louijem Grammom (Louis Grammatico). Najveći uspjeh postigli su 1970-ih do sredine 1980-ih godina, a do 2005. godine prodali su preko 50 milijuna ploča diljem svijeta. 

## Članovi sastava

### Aktualna postava
- Mick Jones: prva gitara, pianino, klavijature, vokal (1976.–danas)
- Thom Gimbel: saksofon, gitara, flauta, prateći vokali (1993., 1995.–danas)
- Kelly Hansen: prvi vokal (prvobitno u sastavu Hurricane) (2005.-danas)
- Jason Bonham: bubnjevi (prvobitno u sastav Bonham & son i Led Zeppelin.) (2004.-danas)
- Jeff Pilson: bas-gitara, prateći vokal (prvobitno u sastavu Dokken i Dio) (2004.-danas)
- Paul Mirkovich: klavijature, sintisajzer (prvobitno u sastavu Whitesnake) (2007.-danas)

### Bivši članovi
- Lou Gramm: prvi vokal, udaraljke (1976. – 90., 1992. – 2003.)
- Dennis Elliott: bubnjevi (1976. – 1991.)
- Ian McDonald: ritam gitara, klavijature, saksofon, flauta, prateći vokali (1976. – 1980.)
- Al Greenwood: klavijature, sintisajzer (1976. – 1980.)
- Ed Gagliardi: bas-gitara, prateći vokali (1976. – 1979.)
- Rick Wills: bas-gitara, prateći vokali (1979. – 1992.)
- Mark Rivera: ritam gitara, klavijature, saksofon, flauta, prateći vokali (1981. – 1987., 1991. – 1992.)
- Bob Mayo: klavijature, ritam gitara (1981. – 1985.)
- Peter Reilich : klavijature, sintisajzer (1981. – 1982.)
- Larry Oakes : gitara, klavijature, sintisajzer, prateći vokali (1988. turneja)
- Lou Cortelezzi : saksofon (1988. turneja)
- Johnny Edwards: prvi vokal, ritam gitara (1990. – 1992.)
- Larry Aberman: bubnjevi  (1991. – 1992.)
- Andrew "Raven's Claw" Peters: bubnjevi (1992. – 1993.)?
- Bruce Turgon: bas-gitara, prateći vokali (1992. – 2003.)
- Mark Schulman: bubnjevi, prateći vokali (1992. – 1995., 2000. – 2002.)
- Scott Gilman: gitara, saksofon, prateći vokali (1992., 1993. – 1995.)
- Ron Wikso: bubnjevi (1995. – 1998.)
- Brian Tichy: bubnjevi (1998. – 2000., 2007.)
- Denny Carmassi: bubnjevi (2002.)
- Chaz West: prvi vokal (2004.)
- Jeff Jacobs: klavijature (1991. – 2007.)

## Diskografija

### Studijski albumi
- Foreigner (1977.) #4 SAD 5x Platinasti
- Double Vision (1978.) #3 SAD; #32 VB 7x Platinasti
- Head Games (1979.) #5 SAD 5x Platinasti
- 4 (1981.) #1 SAD; #4 VB 6x Platinasti
- Agent Provocateur (1984) #4 SAD; #1 VB 3x Platinsati
- Inside Information (1987) #15 SAD; #64 VB Platinasti
- Unusual Heat (1991.) #117 SAD; #56 VB
- Mr. Moonlight (1994.) #136 SAD; #59 VB
- Untitled (2008.)
- Can't Slow Down (2009.)

### Albumi uživo
- Classic Hits Live/Best of Live (1993.)
- Live in '05 (2006.)
- Can't Slow Down ... When It's Live! (2010.)
- Alive & Rockin' (2012.)
- The Best of 4 & More (2014.)
- In Concert: Unplugged (2016.)
- Foreigner with the 21st Century Symphony Orchestra & Chorus (2018.)
- Live At The Rainbow '78 (2019.)

### Kompilacije
- Records (1982.) #10 SAD 7x Platinasti, #58 VB
- The Very Best of (1992.)
- The Very Best of... and Beyond (1992.) #123 SAD 2x Platinasti, #19 VB
- JukeBox Hero: Best of (1994.)
- The Platinum Collection (1999.)
- Rough Diamonds #1 (1999.)
- Hot Blooded and Other Hits (2000.)
- Anthology:Jukebox Heroes (2000.)
- Complete Greatest Hits (2002.) #80 SAD Platinasti
- The Definitive (2002.) #33 VB
- The Essentials (2005.)
- Extended Versions (2006.)
- The Definitive Collection (2006.)
- The Very Best of Toto & Foreigner (2007.)
- No End in Sight: The Very Best of Foreigner (2008.)
- Acoustique (2011.)
- Juke Box Heroes	109 (2012.)
- I Want to Know What Love Is – The Ballads (2014.)
- The Soundtrack of Summer (2014.)
- The Complete Atlantic Studio Albums 1977–1991 (2014.)
- 40 (2017.)

### DVD-ovi
- 2001: Foreigner
- 2001: 4
- 2003: Foreigner: All Access Tonight
- 2007: Alive & Rockin'

### Singlovi
| Godina | Skladba                            | Billboard Hot 100 | Mainstream Rock Tracks | Adult Contemporary chart | UK singles chart | Album                                       |
| ------ | ---------------------------------- | ----------------- | ---------------------- | ------------------------ | ---------------- | ------------------------------------------- |
| 1976.  | "Feels Like the First Time"        | 4                 | -                      | -                        | 39               | Foreigner                                   |
| 1977.  | "Starrider"                        | -                 | 28                     | -                        | -                | Foreigner                                   |
| 1977.  | "Cold As Ice"                      | 6                 | -                      | -                        | 24               | Foreigner                                   |
| 1978.  | "Long, Long Way From Home"         | 20                | -                      | -                        | -                | Foreigner                                   |
| 1978.  | "Hot Blooded"                      | 3                 | -                      | -                        | 42               | Double Vision                               |
| 1978.  | "Double Vision"                    | 2                 | -                      | -                        | -                | Double Vision                               |
| 1979.  | "Blue Morning, Blue Day"           | 15                | -                      | -                        | 45               | Double Vision                               |
| 1979.  | "Dirty White Boy"                  | 12                | -                      | -                        | -                | Head Games                                  |
| 1979.  | "Head Games"                       | 14                | -                      | -                        | -                | Head Games                                  |
| 1979.  | "Rev On The Red Line"              | -                 | -                      | -                        | -                | Head Games                                  |
| 1979.  | "Blinded By Science"               | 14                | -                      | -                        | -                | Head Games                                  |
| 1980.  | "Women"                            | 41                | -                      | -                        | -                | Head Games                                  |
| 1981.  | "Waiting for a Girl Like You"      | 2                 | 1                      | 5                        | 8                | 4                                           |
| 1981.  | "Juke Box Hero"                    | 26                | 3                      | -                        | 48               | 4                                           |
| 1982.  | "Urgent"                           | 4                 | 1                      | -                        | 451              | 4                                           |
| 1982.  | "Break It Up"                      | 26                | -                      | -                        | -                | 4                                           |
| 1982.  | "Luanne"                           | 75                | -                      | -                        | -                | 4                                           |
| 1984.  | "I Want to Know What Love Is"      | 1                 | 1                      | 3                        | 1                | Agent Provocateur                           |
| 1985.  | "That Was Yesterday"               | 12                | 4                      | 24                       | 28               | Agent Provocateur                           |
| 1985.  | "Reaction To Action"               | 54                | -                      | -                        | -                | Agent Provocateur                           |
| 1986.  | "Down On Love"                     | 54                | -                      | -                        | -                | Agent Provocateur                           |
| 1987.  | "Say You Will"                     | 6                 | 1                      | -                        | 71               | Inside Information                          |
| 1988.  | "I Don't Want To Live Without You" | 5                 | 18                     | 1                        | 91               | Inside Information                          |
| 1988.  | "Heart Turns To Stone"             | 56                | 7                      | -                        | -                | Inside Information                          |
| 1991.  | "Lowdown And Dirty"                | -                 | 4                      | -                        | -                | Unusual Heat                                |
| 1991.  | "Only Heaven Knows"                | -                 | 4                      | -                        | -                | Unusual Heat                                |
| 1992.  | "With Heaven On Our Side"          | -                 | 5                      | -                        | -                | The Very Best...And Beyond                  |
| 1993.  | "Soul Doctor"                      | -                 | 5                      | -                        | -                | The Very Best...And Beyond                  |
| 1994.  | "White Lie"                        | -                 | -                      | -                        | 58               | Mr. Moonlight                               |
| 1995.  | "Until The End Of Time"            | 42                | -                      | 8                        | -                | Mr. Moonlight                               |
| 1996.  | "Under The Gun"                    | -                 | 28                     | -                        | -                | Mr. Moonlight                               |
| 2000.  | "Blinded by the Light"             | -                 | 28                     | -                        | -                | Rough Diamonds                              |
| 2008.  | "Too Late"                         |                   |                        |                          |                  | No End in Sight: The Very Best of Foreigner |
| 2008.  | "Urgent"                           |                   |                        |                          |                  | No End in Sight: The Very Best of Foreigner |
| 2008.  | "Juke Box Hero"                    |                   |                        |                          |                  | No End in Sight: The Very Best of Foreigner |
| 2009   | "When It Comes to Love"            |                   |                        |                          |                  | Can't Slow Down                             |
| 2010   | "Can't Slow Down"                  |                   |                        |                          |                  | Can't Slow Down                             |
| 2010   | "In Pieces"                        |                   |                        |                          |                  | Can't Slow Down                             |
| 2016   | "The Flame Still Burns"            |                   |                        |                          |                  |                                             |

## Vanjske poveznice
- Službene stranice sastava (engleski)
- Foreigner Discography